# 澳門駐里斯本經濟貿易辦事處
澳門駐里斯本經濟貿易辦事處（葡萄牙語：Delegação Económica e Comercial de Macau, em Lisboa，葡萄牙語縮寫：DECM (Lisboa)）是澳門特別行政區的政府部門，負責促進代表澳門特別行政區各方在葡國的利益的工作，為一個代表性部門，並享有行政自治權。
澳門駐里斯本經濟貿易辦事處前身為駐里斯本澳門聯絡處，於1988年3月28日成立。2000年10月23日，根據第37/2000號行政法規，該聯絡處改組為現時的澳門駐里斯本經濟貿易辦事處。辦事處直接向行政長官負責，由一名主任領導及一名副主任輔助。

## 組織法例
- 第37/2000號行政法規（2000年10月23日《澳門特別行政區公報》）

里斯本澳門聯絡處名稱及組織的變更。(經第8/2007號行政法規廢止第一、五及八條。
- 第9/2007號行政法規（2007年4月23日《澳門特別行政區公報》）

修改中國澳門駐葡萄牙經濟貿易代表處的名稱、人員制度及標誌。
- 第125/2007號行政長官批示（2007年5月7日《澳門特別行政區公報》）

規定澳門駐里斯本經濟貿易辦事處的機關組成。
- 第160/2007號行政長官批示（2007年5月23日《澳門特別行政區公報》）

將若干職權授予澳門駐里斯本經濟貿易辦事處主任。

## 組成
- 辦事處主任，由一名副主任輔助
- 行政管理委員會

## 職責
- 致力加強澳門特別行政區與葡萄牙之間現有的聯繫；
- 維護澳門特別行政區在葡萄牙的利益，以及在同葡萄牙或住所設於葡萄牙的機構、企業和公共或私人實體的關係上，提升澳門特別行政區的經貿利益；
- 在葡萄牙介紹澳門特別行政區的社會、文化現況，並發展兩地之間的旅遊、文化交流，尤其在葡萄牙市場推介澳門特別行政區作為旅遊目的地；
- 協助在葡萄牙對本地人員進行的培訓工作，並與葡萄牙的公共或私人機構合作，在澳門特別行政區培訓本地人員；
- 對澳門特別行政區的公務員、澳門特別行政區的公共或私人實體，以及在澳門特別行政區有利益關係的公共或私人實體提供協助；
- 向澳門特別行政區政府提供後勤和資料蒐集方面的支援。